# Mataaho
Mataaho (également connu sous le nom de Mataaoho et Mataoho) est une divinité de la mythologie maorie. Considéré comme un dieu des tremblements de terre et des éruptions volcaniques, le gardien des secrets de la terre, le dieu des forces volcaniques, ou un géant, Mataaho est associé à de nombreuses caractéristiques volcaniques de la région de Tāmaki Makaurau (région d'Auckland). Dans les mythes traditionnels maoris Tāmaki (en), Mataaho crée les caractéristiques volcaniques du paysage ou demande aux dieux de les créer. Mataaho a une signification traditionnelle pour les iwi Te Kawerau ā Maki (en) et Te Waiohua (en), et est considéré comme un tupuna (ancêtre) des iwi Te Ākitai Waiohua (en) et Ngaati Te Ata Waiohua.

## Mythes

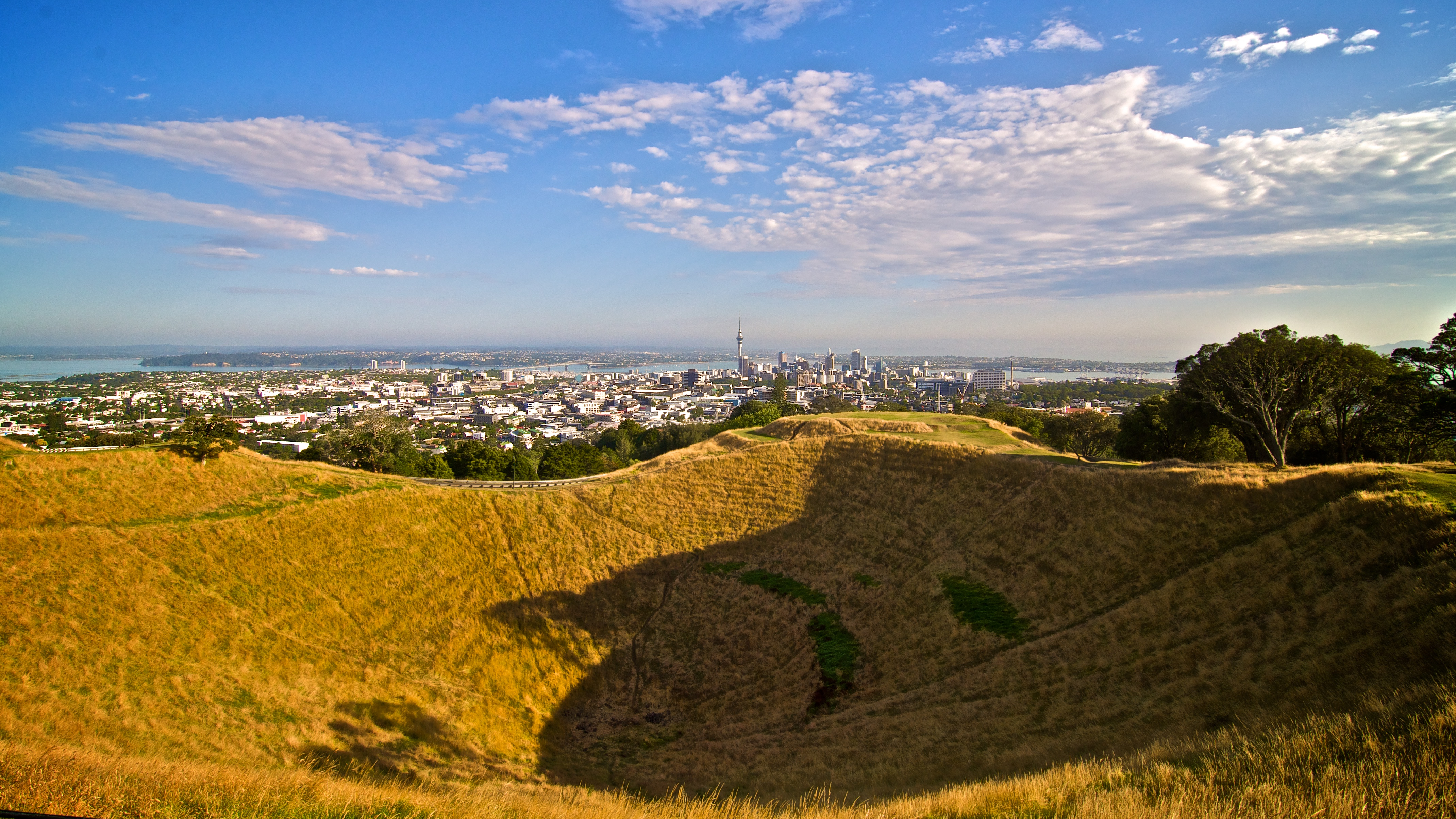
Te Kapua Kai a Mataaho (« Le Food Bown de Mataaho »), où des cérémonies étaient organisées par les maoris Tāmaki pour apaiser Mataaho.

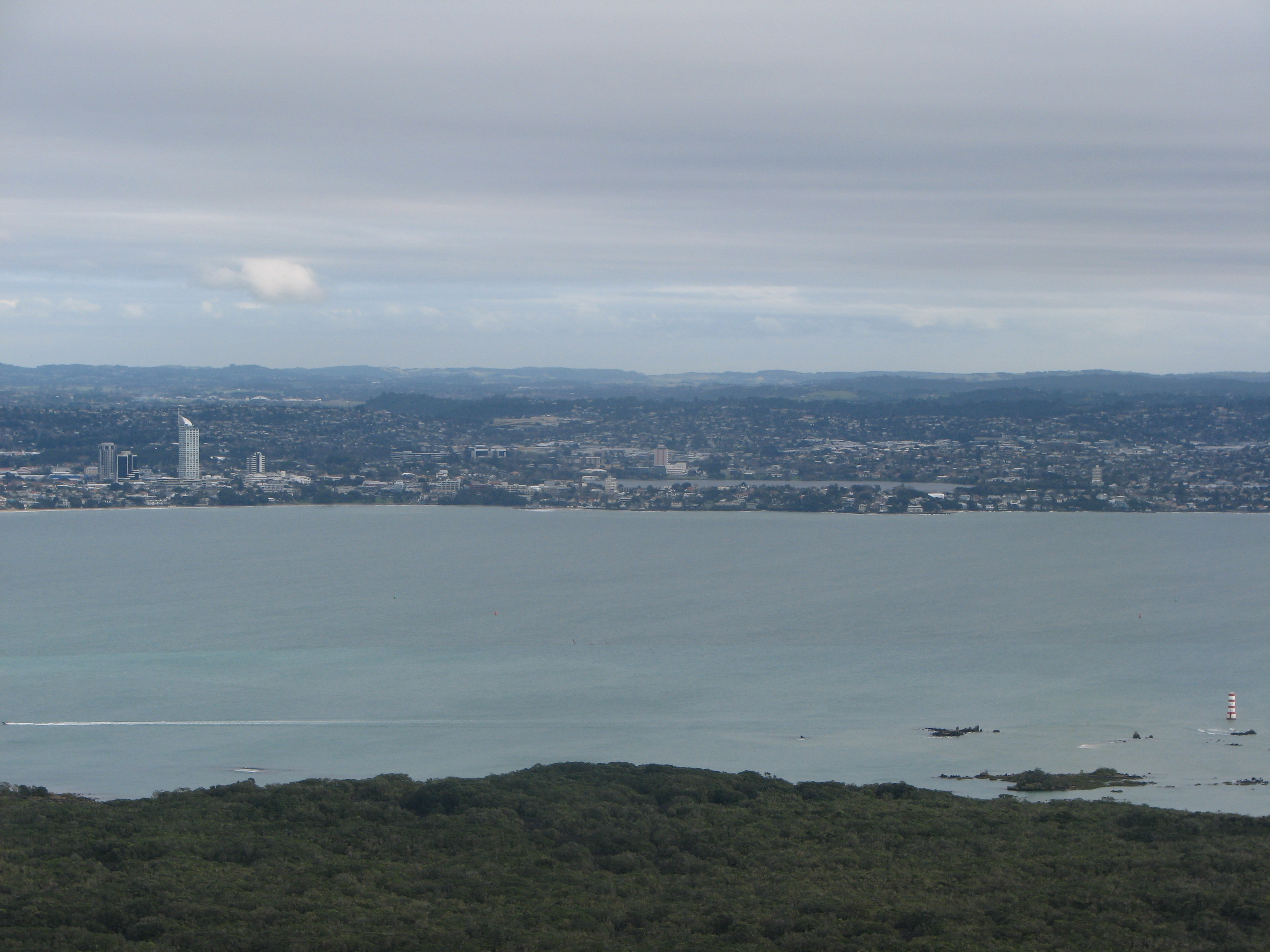
La vue créée par Mataaho depuis l'île de Rangitoto, pour les tupua Ohomatakamokamo et Matakerepo, afin qu'ils puissent voir leur ancienne maison en ruine.

Les mythes de Mataaho sont étroitement associés à de nombreuses caractéristiques du champ volcanique d'Auckland,. Les caractéristiques étaient la création de Mataaho et de son frère Rūaumoko (le dieu des tremblements de terre et des volcans), faite en guise de punition contre une tribu de patupaiarehe, des êtres surnaturels vivant dans les chaînes Waitākere, qui ont utilisé la magie mortelle de la terre pour vaincre un groupe de guerre de patupaiarehe des chaînes Hunua (en),. Des cérémonies ont été organisées par les maoris Tāmaki (en) dans le cratère de Maungawhau/Mont Eden, afin d'apaiser Mataaho et de l'empêcher de libérer les forces volcaniques. Le cratère est connu sous le nom de Te Ipu a Mataaho ou Te Kapua Kai o Mataaho (« Le bol de nourriture de Mataoho »). Selon une tradition, le cratère était l'endroit où Mataaho vivait avec sa femme. Après que sa femme l'eut quitté et pris tous ses vêtements, la déesse du feu Mahuika (en) envoya du feu sur la terre pour réchauffer Mataaho, ce qui forma Ngā Huinga-a-Mataaho (« les volcans rassemblés de Mataaho »),,.
Mataaho est associé à certains des mythes entourant la création de Rangitoto. Dans l'histoire Ngāi Tai (en) de Te Riri a Mataaho (La colère de Mataaho), deux tupua (enfants du Dieu du Feu), Ohomatakamokamo et son épouse Matakerepo, vivaient à Te Rua Maunga, une montagne située au bord du lac Pupuke (en),. Le couple s'est disputé à propos de vêtements en lin que Matakerepo avait confectionnés pour son mari ; une dispute qui est devenue si vive que le feu à l'extérieur de leur habitation s'est éteint. Ohomatakamokamo a maudit Mahuika (en), déesse du feu, pour avoir permis que cela se produise. Mahuika était furieuse contre le couple et a demandé à Mataaho de les punir. Mataaho a détruit leur maison de montagne et a laissé à sa place Pupuke Moana (lac Pupuke), tandis qu'en même temps il formait la montagne Rangitoto. Le couple s'est enfui vers l'île nouvellement formée, où Mataaho a formé trois pics sur la montagne, afin que le couple puisse voir les ruines de leur ancienne maison.
On dit que lorsque les brumes entourent Rangitoto, ce sont les larmes de ces tupua qui pleurent leur ancienne demeure. Dans certaines versions de l'histoire, le couple retourne sur le continent et est encore plus puni par Mataaho, qui les transforme en pierre et forme les cratères Onepoto et Te Kopua o Matakamokamo où ils se trouvaient.
Mataaho est également impliqué dans les histoires de Rangi et Papa (cependant Mataaho peut être l'un des noms de l'atua Io Matua Kore (en) : Io-mataaho). Ranginui (le dieu du ciel) et Papatūānuku (la déesse de la Terre) furent séparés, ce qui leur causa du chagrin et envoya leurs enfants en guerre. Mataaho eut un rôle prépondérant dans cette guerre : il influença ses frères pour décider que Papatūānuku dut être retournée pour faire face à Rarohenga (le monde souterrain des Maoris), afin qu'elle ne ressentît plus de chagrin en voyant son mari, une série d'événements que l'on peut appeler Te Hurihanga a Mataaho (« Le retournement de Mataaho »).

## Liste des lieux nommés d'après Mataaho
Le champ volcanique d'Auckland peut être collectivement appelé Ngā Maunga a Mataaho (« Les montagnes de Mataaho ») ou Ngā Huinga-a-Mataaho (« Les volcans rassemblés de Mataaho »). Parmi celles-ci, plusieurs fonctionnalités font également référence à Mataaho :
- Ngā Tapuwae a Mataoho (« Les empreintes sacrées de Mataoho ») - Pūkaki Creek (en) à Māngere[14] également un terme général pour les petits volcans autour de la région de Mangere : Māngere Lagoon (en), Waitomokia (en), Crater Hill (en), Kohuora (en), Pukaki Lagoon (en) et Robertson Hill (en)[1],[9]. Le nom de la Māngere East Kura Kaupapa Māori (école d'immersion linguistique) Te Kura Māori o Ngā Tapuwae fait référence à Ngā Tapuwae a Mataoho[15].
- Te Ihu a Mataoho (« Le nez de Mataoho ») - maintenant abrégé en Ihumātao[14] ou utilisé dans son intégralité comme référence à la plage au sud d'Ihumātao[16].
- Te Ipu a Mataoho, ou Te Kapua Kai o Mataoho (« Le bol de nourriture de Mataoho ») - le cratère de Maungawhau/Mont Eden[14].
- Te Pane o Mataaho, ou Te Upoko o Mataaho (« La tête de Mataoho ») - montagne Māngere (en)[9],[17].
- Te Tapuwae a Mataoho (« L'empreinte de Mataoho ») - Robertson Hill (en)[1].
- Te Tātua a Mataoho (« La ceinture de guerre de Mataoho ») - un ancien nom pour Te Tatua-a-Riukiuta/Three Kings[14].